# Premi Feroz al millor actor protagonista d'una sèrie
El Premi Feroz al millor actor protagonista d'una sèrie és un premi que s'entrega anualment, des del 2017, com a part dels Premis Feroz, creats per l'Associació d'Informadors Cinematogràfics d'Espanya.

## Guanyadors i nominats
| Edició | Any  | Foto | Guanyador                            | Obra                        | Nominats |
| ------ | ---- | ---- | ------------------------------------ | --------------------------- | --- |
| IV     | 2017 |      | Brays Efe                            | Paquita Salas               | - Pedro Casablanc, per Mar de plástico - Nacho Fresneda, per El Ministerio del Tiempo - Rodolfo Sancho, per El Ministerio del Tiempo - Fernando Guillén Cuervo, per El caso: crónica de sucesos |
| V      | 2018 |      | Javier Gutiérrez                     | Vergüenza                   | - Eduard Fernández, per La zona - Francesc Garrido, per Sé quién eres - Álvaro Morte, per La casa de papel - Hugo Silva, per El Ministerio del Tiempo                                           |
| VI     | 2019 |      | Javier Rey                           | Fariña                      | - Brays Efe, per Paquita Salas - Javier Gutiérrez, por Vergüenza - Paco León, per Arde Madrid - Oriol Pla, per El día de mañana                                                                 |
| VII    | 2020 |      | Javier Cámara                        | Vota Juan                   | - Brays Efe, per Paquita Salas - Darío Grandinetti, per Hierro - Álvaro Morte, per La casa de papel - Miguel Ángel Silvestre, per En el corredor de la muerte                                   |
| VIII   | 2021 |      | Hovik Keuchkerian i Eduard Fernández | Antidisturbios i 30 monedas | - Raúl Arévalo, per Antidisturbios - Javier Cámara, per Vamos Juan - Álex García, per Antidisturbios                                                                                            |